# NKGB

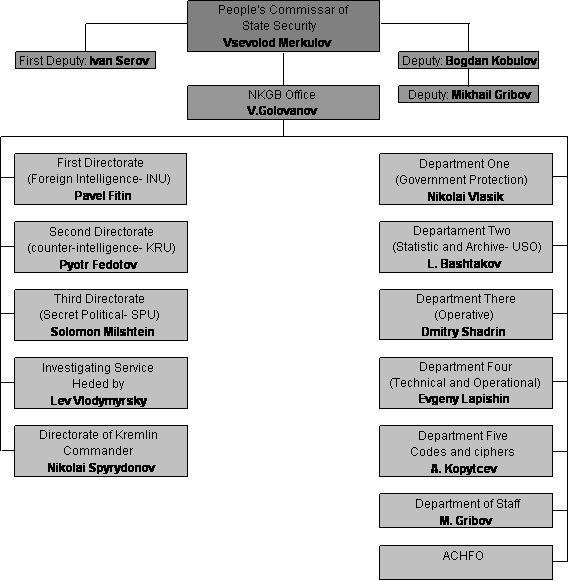
Organigramme du NKGB en 1941.

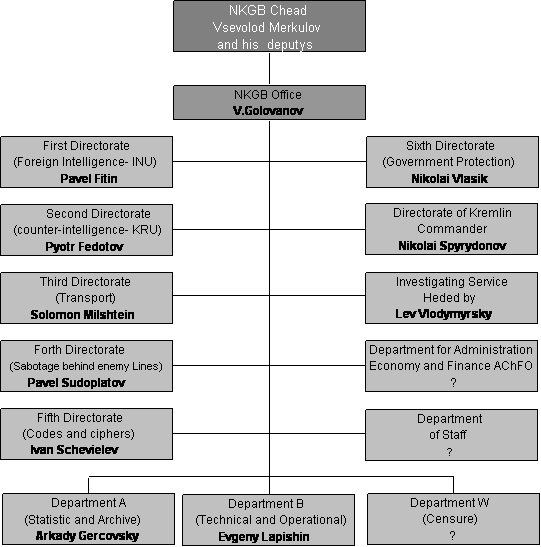
Organigramme du NKGB de 1943 à 1946.

NKGB (НКГБ) est l'acronyme de Narodnii komissariat gossoudarstvennoï bezopasnosti (en russe : Народный комиссариат государственной безопасности, en français : Commissariat du peuple à la sécurité gouvernementale), créé en 1941 qui changea son nom en MGB en 1946 puis en KGB.